# هارولد آدمسون
هارولد آدمسون (بالإنجليزية: Harold Adamson)‏ هو مؤلف موسيقى تصويرية وملحن وكاتب أغاني وشاعر أمريكي، ولد في 10 ديسمبر 1906 في نيوجيرسي في الولايات المتحدة، وتوفي في 17 أغسطس 1980 في لوس أنجلوس في الولايات المتحدة.

## وصلات خارجية
- هارولد آدمسون على موقع IMDb (الإنجليزية)
- هارولد آدمسون على موقع ميوزك برينز (الإنجليزية)
- هارولد آدمسون على موقع أول موفي (الإنجليزية)
- هارولد آدمسون على موقع قاعدة بيانات برودواي على الإنترنت (الإنجليزية)
- هارولد آدمسون على موقع إن إن دي بي (الإنجليزية)
- هارولد آدمسون على موقع ديسكوغز (الإنجليزية)
- هارولد آدمسون على موقع قاعدة بيانات الفيلم (الإنجليزية)